# Ochthebius lapidicola
Ochthebius lapidicola es una especie de escarabajo del género Ochthebius, familia Hydraenidae. Fue descrita científicamente por Wollaston en 1864.
Se distribuye por España. Mide 2,2 milímetros de longitud. Se ha encontrado a altitudes de hasta 280 metros.